# Paraterulia elongata
Paraterulia elongata är en insektsart som beskrevs av Nielson 1979. Paraterulia elongata ingår i släktet Paraterulia och familjen dvärgstritar. Inga underarter finns listade i Catalogue of Life.